# Campionati europei di windsurf 2009
I Campionati europei di windsurf 2009 sono stati la 4ª edizione della competizione. Si sono svolti a Tel Aviv, in Israele.

## Medagliere
| Pos.   | Nazione     | Oro | Argento | Bronzo | Totale |
| ------ | ----------- | --- | ------- | ------ | ------ |
| 1      | Spagna      | 1   | 1       | 0      | 2      |
| 2      | Israele     | 1   | 0       | 0      | 1      |
| 3      | Francia     | 0   | 1       | 1      | 2      |
| 4      | Regno Unito | 0   | 0       | 1      | 1      |
| Totale | Totale      | 2   | 2       | 2      | 6      |

## Podi
| Evento    | Oro           | Argento         | Bronzo        |
| Maschile  | Shahar Zubari | Julien Bontemps | Samuel Launay |
| Femminile | Marina Alabau | Blanca Manchón  | Bryony Shaw   |